# Carmel Snow
Pour les articles homonymes, voir Snow.
Carmel Snow, née Carmel White le 27 août 1887 à Dalkey (banlieue de Dublin, Irlande), et morte en mai 1961 à New York, est une journaliste connue pour son travail au sein de Harper's Bazaar de 1934 à 1957, qu'elle emmènera au plus haut niveau des magazines de mode. Sachant s'entourer de talents de l'illustration, de la littérature, ou de la photographie, elle restera symboliquement celle qui a créé le surnom de la plus célèbre collection du couturier Christian Dior, New Look. Au cours des années 1950, elle est la journaliste de mode la plus influente du monde, faisant et défaisant la renommée de grands couturiers.

## Biographie
Carmel White est la fille de Peter White, alors à la tête de l'entreprise Irish Wool Manufacturing and Export Company, et sa femme Annie. Elle a plusieurs frères et sœurs, dont Christine qui écrira pour le magazine Better Homes and Gardens (en). Encore enfant, Carmel part pour les États-Unis avec sa famille après la mort de son père. Ils s'installent au sud de Central Park.

### Vogue
Elle exerce brièvement une activité chez T.M. & J.M Fox, la boutique de vêtements de sa mère où elle n'aime pas travailler, mais qui lui permet de se rendre à Paris pour voir les collections. Durant la Première Guerre mondiale, elle rejoint la Croix-Rouge. Carmel White entre en 1921 à l'édition américaine de Vogue. Elle prend la fonction d'assistante d'Edna Woolman Chase ; Chase est alors à la tête du plus important magazine de mode du pays, concurrent direct du Harper's Bazar (qui n'a alors à la fin qu'un unique A). En 1926, année où elle devient rédactrice de mode, Carmel White se marie avec le riche George Palen Snow ; elle aura trois filles, ce qui ne l'empêche pas de travailler pendant ou après ses grossesses,. En 1929, Chase prend la responsabilité de trois Vogue européens, mais ne veut pas laisser sa place de rédactrice en chef pour les États-Unis à Carmel. La même année, son frère Tom White prend un poste de direction chez Hearst, éditeur de Harper's. Et durant tout ce temps, l'entente entre Edna Woolman Chase et sa rédactrice est loin d'être parfaite. De plus, Carmel Snow veut renouveler l'image de Vogue ; ce sera sans succès et elle quitte le magazine en 1932,.

### Harper's Bazaar
En 1932, un mois après être partie de chez Vogue, Carmel Snow rejoint, à un poste équivalent à celui qu'elle avait auparavant, le « moribond » Harper's Bazaar et ses couvertures datées de Erté. Elle dira plus tard que son but était alors de créer un magazine pour « well-dressed women with well-dressed minds » (soit globalement : « des femmes bien vêtues à l'esprit bien fait »). Elle apporte son influence sur d'autres magazines bien au-delà de la mode en incluant au sein de Harper's Bazaar des reportages sur l'art ou la maison, des fictions, de la poésie, des photographies… Elle fait littéralement grossir le magazine, emmenant celui-ci jusqu'à 500 pages.
Carmel Snow est également reconnue comme une découvreuse de talents. Dans les années 1920 chez Vogue, elle travaille étroitement avec le photographe Edward Steichen. La décennie suivante chez Harper's, c'est à Martin Munkácsi, le photographe hongrois, qu'elle propose un contrat pour le numéro « Palm Beach » de décembre 1933. Il réalisera ses premiers clichés de mode : elle l'emmène, avec Lucile Brokaw comme mannequin, l'hiver, sur une plage venteuse. Martin Munkácsi marquera l'histoire pour avoir créé avec son Leica les premières photographies de mode en extérieur, de plus en bikini,.
Carmel Snow, alors sur le point de passer rédactrice en chef, embauche le fameux directeur artistique Alexey Brodovitch ; il bouleversera l'aspect du magazine. Puis en 1936 c'est le tour de celle qui deviendra « la plus grande rédactrice de mode de tous les temps », Diana Vreeland, d'être recrutée. Carmel Snow souligne alors son « inestimable chic ». À elles deux, elles sont complémentaires ; à eux trois, ils transforment Harper's Bazaar en l'un des magazines de mode les plus admirés du siècle dernier.
Au cours de sa carrière, Carmel Snow collabore avec sa compatriote irlandaise Maeve Brennan (en), Jean Cocteau, Cecil Beaton, le photographe Brassaï, Erwin Blumenfeld, Lisette Model, Carson McCullers, Kenneth Tynan (en), Maurice Tabard, et de nombreux autres : Andy Warhol, alors inconnu, dessine des illustrations pour le magazine, ainsi que Christian Bérard, et Salvador Dalí qui réalise là son premier dessin de mode surréaliste. Jean de Brunhoff y publie Babar en décembre. Pour le photographe Man Ray, ce sont ses distorsions. Carson McCullers, Colette, ou Truman Capote écrivent des fictions, Louise Dahl-Wolfe, rejetée de chez Vogue, dresse des portraits. La couturière Elsa Schiaparelli fait un article. Carmel Snow publie un portrait retentissant de Wallis Simpson en 1936, années où Cassandre remplace l'illustrateur Erté en fin de contrat. Elle est à l'origine, avec Louise Dahl-Wolfe, de la découverte de Lauren Bacall : elle la met en couverture de Harper's Bazaar, permettant à ce mannequin inconnu de se faire remarquer par Hollywood. Durant la guerre, la mode parisienne est arrêtée. Cela permet à Carmel Snow de connaître ce qui sera l'avenir du prêt-à-porter : la créatrice Claire McCardell. Le photographe Richard Avedon, âgé d'une vingtaine d'années après la guerre, devient un fidèle du magazine jusqu'à en devenir un symbole ; il aidera la photographe Lillian Bassman, et réalisera pour Harper's la célèbre photo Dovima with elephants.
Diana Vreeland est la rédactrice mode, mais c'est Carmel Snow qui se rend à Paris pour les collections deux fois par an, c'est ce qu'elle aime le plus. Juste après la guerre elle revient à Paris voir Henri Cartier-Bresson. Christian Bérard lui apprend que Marcel Boussac vient de mettre beaucoup d'argent pour lancer une maison de couture. En février 1947, elle assiste avec Marie-Louise Bousquet et Ernestine Carter, toutes deux de la rédaction du Bazaar, au premier défilé d'un tout nouveau couturier nommé Christian Dior : à l'issue de sa présentation, Carmel Snow s'écrit : « Dear Christian, your dresses have such a new look! » Le triomphe mondial du New Look est lancé. L'année suivante, c'est Cristóbal Balenciaga et son étrange collection qu'elle adoube. Elle portera exclusivement du Balenciaga tout le reste de sa vie. Elle rebaptise la collection « Jolie Madame » automne-hiver 1952-53 de Balmain, incarnation du style des années 1950, en « New French Style ».
Lorsqu'elle quitte ce magazine qui fut « le centre de sa vie », vers la fin des années 1950, sa place est alors prise par sa nièce, Nancy White, la fille de son frère Tom, déjà présente dans les murs depuis plusieurs années. Harper's Bazaar a perdu de sa superbe : Alexey Brodovitch, alcoolique, est en dépression depuis plusieurs années et ne vient même plus au bureau. Diana Vreeland rejoindra Vogue durant la décennie suivante.
Des années 1930 à l'après-guerre, Carmel Snow est une personnalité très influente de la mode, faisant de Harper's Bazaar un magazine moderne, à l'égalité avec le tout puissant Vogue. Son addiction à la boisson lui donnera une fin de carrière et de vie désastreuse : elle se sépare de son mari, boit trop, sa santé décline ; en 1961 à New York, habillée en Balenciaga, elle meurt dans son sommeil, oubliée.